# Wirtschaftsmittelschule mit Schwerpunkt Informatik
Die Wirtschaftsmittelschule mit Schwerpunkt Informatik (WMI) ist ein Ausbildungsgang im Kanton St. Gallen in der Schweiz. Sie bildet zusammen mit den anderen Wirtschaftsmittelschulen, dem Gymnasium und der allgemeinen Diplommittelschule die Kantonsschule, die im Mittelschulgesetz vom 12. Juni 1980 verankert ist.
Die WMI wird derzeit an der Kantonsschule Sargans und an der Kantonsschule am Brühl in St. Gallen angeboten. Sie schliesst an die 3. Sekundarklasse an und führt in vier Jahren zur eidgenössisch anerkannten kaufmännischen Berufsmatura. Dieser Abschluss berechtigt zum prüfungsfreien Übertritt an eine Fachhochschule. Die WMI hat zum Ziel, Schüler in der Informationstechnologie so gut auszubilden, dass sie nach der Ausbildung sofort produktiv im Informatikbereich einsetzbar sind oder sich in diesem Bereich weiterbilden und spezialisieren können.

## Aufbau
- 1. Jahr: 4 Informatik-Blockwochen, 6 Lektionen Informatik pro Woche, allgemein bildende Fächer
- 2. Jahr: 4 Wochen Aufenthalt im englischen Sprachgebiet, 4 Informatik-Blockwochen, allgemein bildende Fächer
- 3. Jahr: Abschluss der Schulfächer, 1 Informatik-Blockwoche
- 4. Jahr: Abschluss mit kaufmännischer Berufsmatura, Praktikum mit betrieblicher Projektarbeit

Der Schwerpunktbereich Informatik umfasst ca. 900 Lektionen Unterricht: Nebst den wöchentlichen 6 (bzw. 2 im zweiten Jahr) Lektionen Informatik sind insgesamt acht Blockwochen in Informatik vorgesehen.

## Sprachaufenthalt
In der Informatikwelt ist Englisch sehr wichtig. Ein vierwöchiger Aufenthalt im englischen Sprachgebiet am Ende des zweiten Jahres soll die Voraussetzung schaffen, um das Cambridge First Certificate in English erreichen zu können. Der Sprachaufenthalt findet teilweise in den Sommerferien statt.

## Praktikum
An die dreijährige Vollzeitschule schliesst ein einjähriges Praktikum an. Dieses Jahr dient dazu, einerseits die praktischen kaufmännischen Kenntnisse zu erwerben und andrerseits die Informatikkenntnisse im Berufsalltag einzuüben und auszuweiten. Die Schule hilft bei der Stellensuche. Letztlich sind die Schülerinnen und Schüler aber selber dafür verantwortlich, dass sie eine Praktikumsstelle finden. 